# ゴンドラ (足場)
ゴンドラ（英語: Suspended Platform・英語: Window Cleaner Platform）は、吊り足場及び昇降装置、安全装置などにより構成され、昇降装置により昇降する機械足場。

## 可搬型ゴンドラ
一時的に屋上に吊元を設置し、吊元からワイヤロープを吊り下げ、作業床に取り付けられた巻上機(エンドレスワインダーやトラクションホイストと呼ばれる)に通しワイヤロープを掴みながら昇降する。
「可搬型ゴンドラ」は法的な名称で、建設時から設置される常設型ゴンドラ（本設ゴンドラ）と区別するために、「仮設ゴンドラ」または単に「ゴンドラ」と呼ばれる。

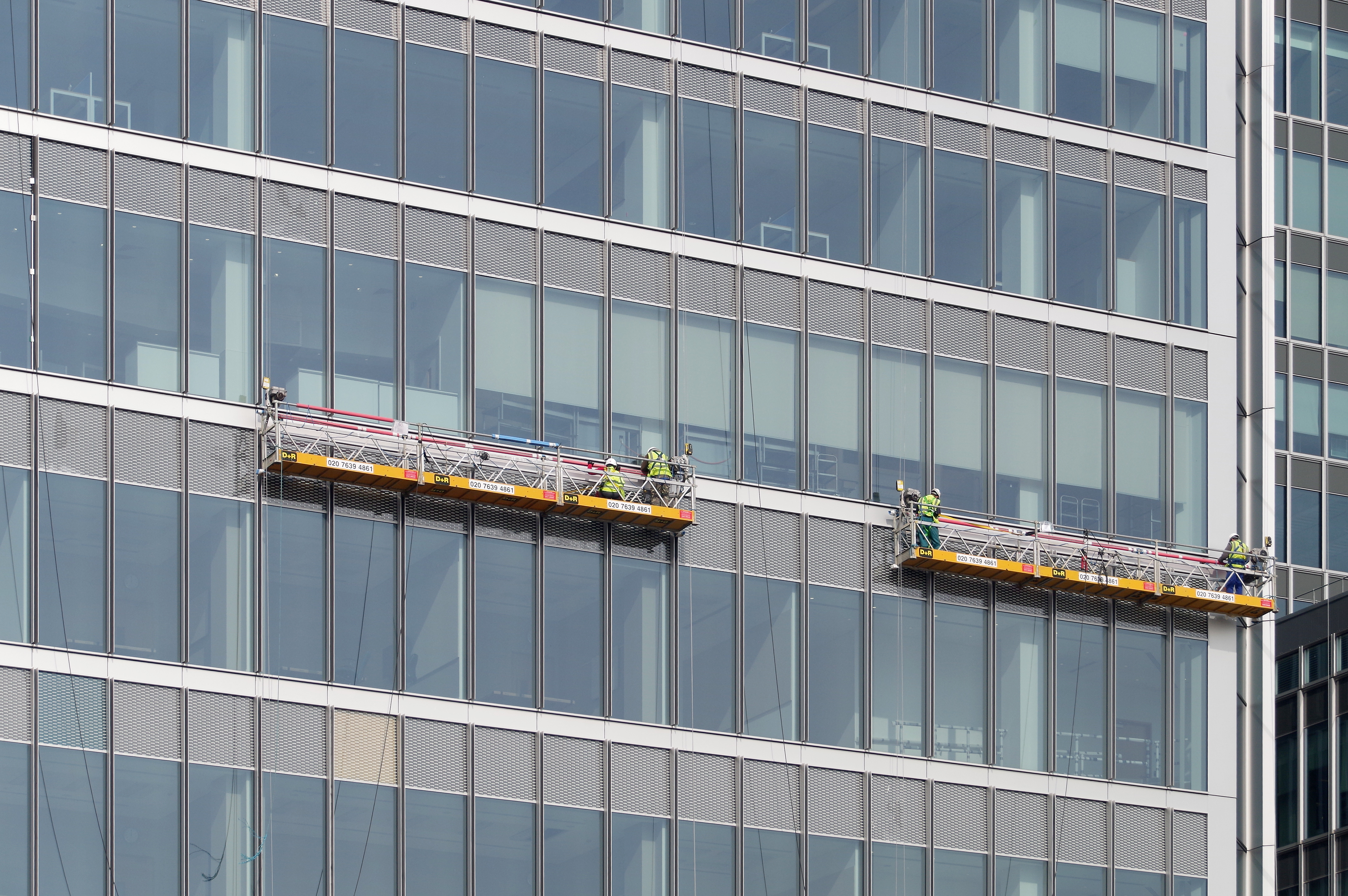
作業の様子
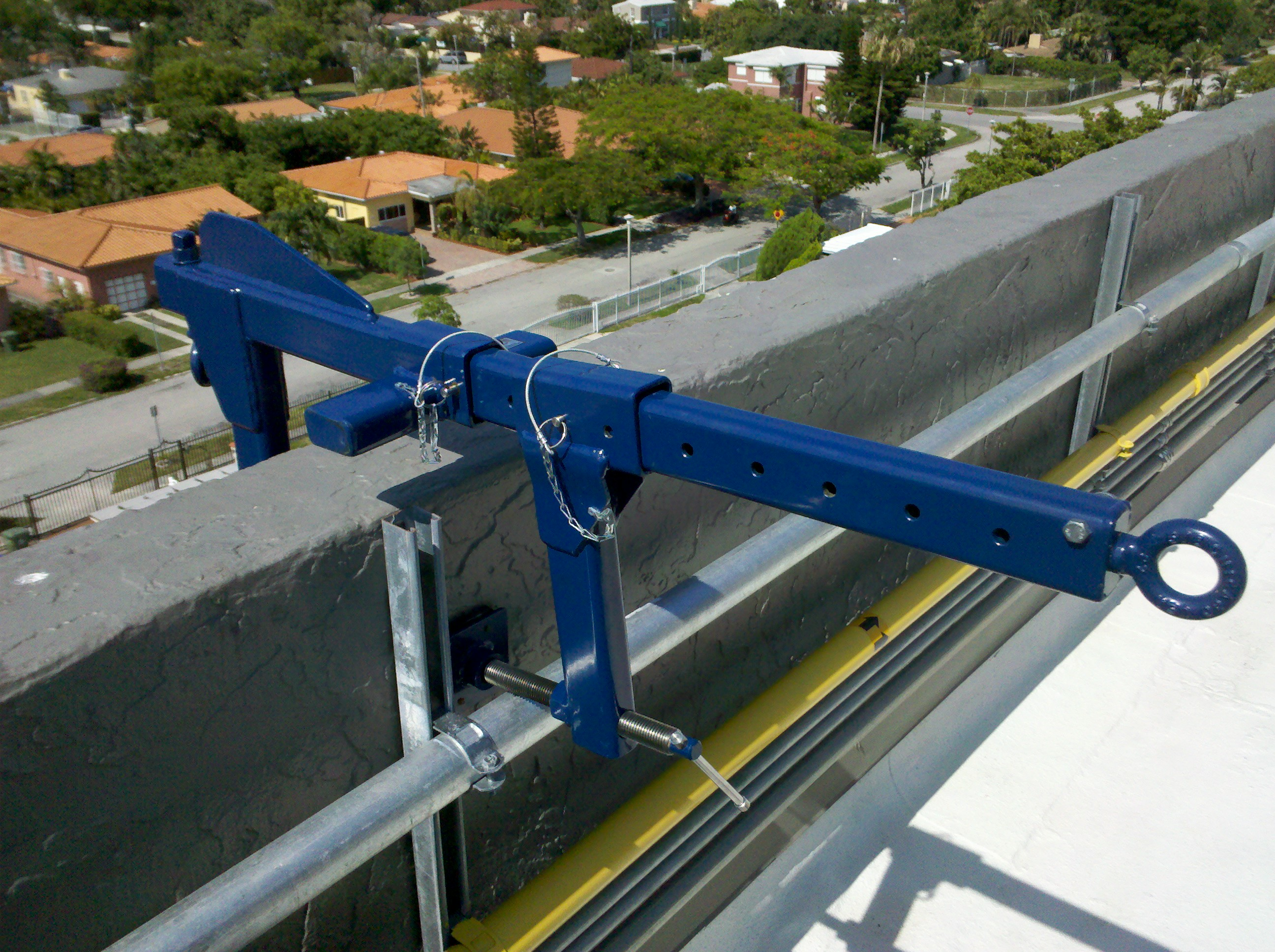
吊元の例(フック)

### 日本国内の主な取り扱いメーカー
- 日本ビソー
- 工研ゴンドラ
- カツヤマキカイ
- 日綜ゴンドラ
- トーヨーカネツビルテック
- サンセイ

## 常設型ゴンドラ
屋上に設置された巻上機からゲージを取り付けたワイヤロープを巻取るタイプのゴンドラ。主に高層建築物において、日常の窓拭きや外壁点検・補修に使用するためとして、ビルの建設時から屋上に設置される。一般に屋上にレールを設置し、レールにそって横移動するものが多い。また、自動窓拭き装置を備えたものを設置されることもある。建物の高層化やデザインの多様化に伴ってクレーンのように大型化・複雑化してきている。
「常設型ゴンドラ」は法的な名称で、一般的には可搬型ゴンドラ（仮設ゴンドラ）と区別するために「本設ゴンドラ」または「窓拭き機」と呼ばれる。

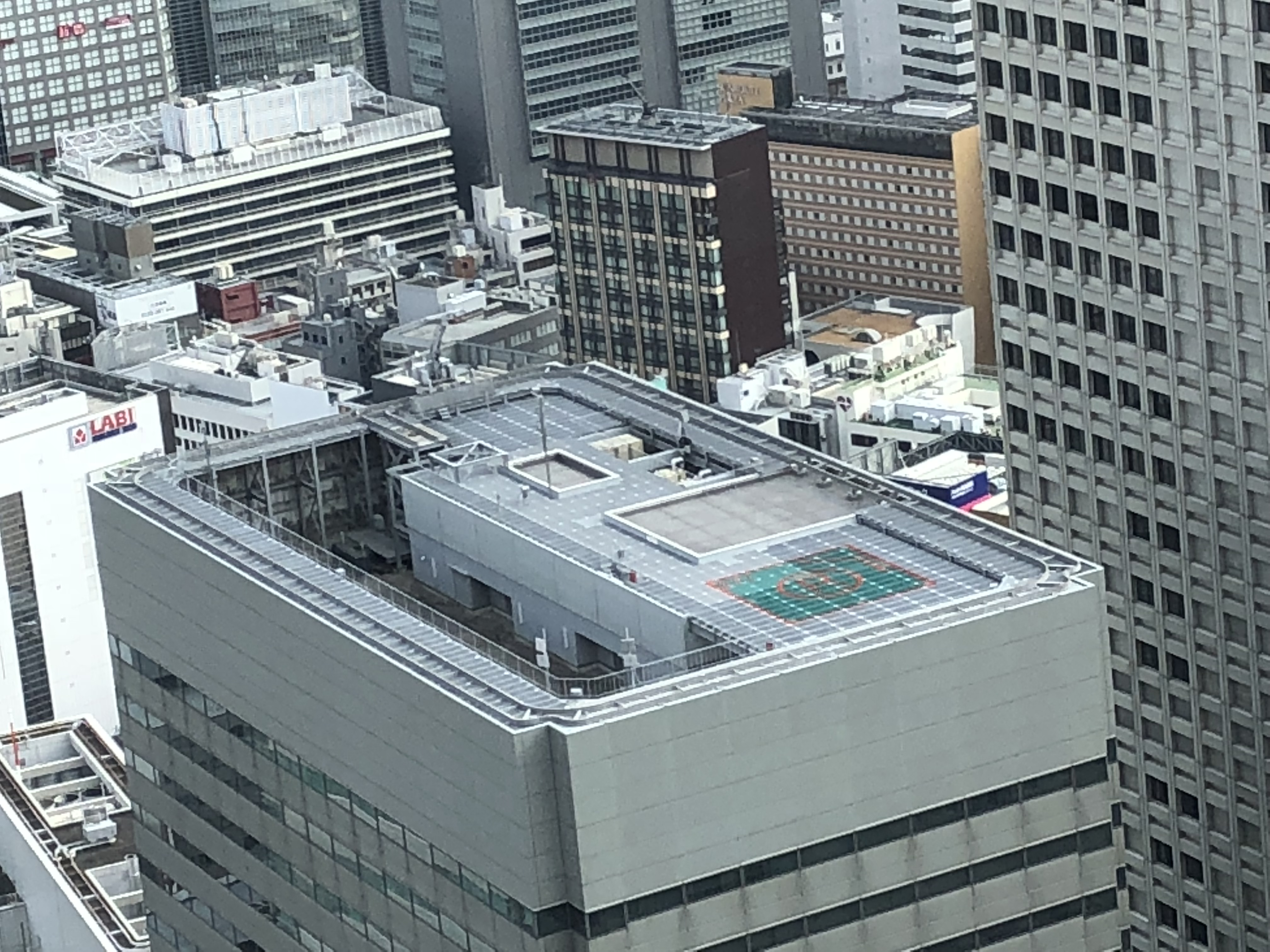
屋上に設置されたゴンドラとレール
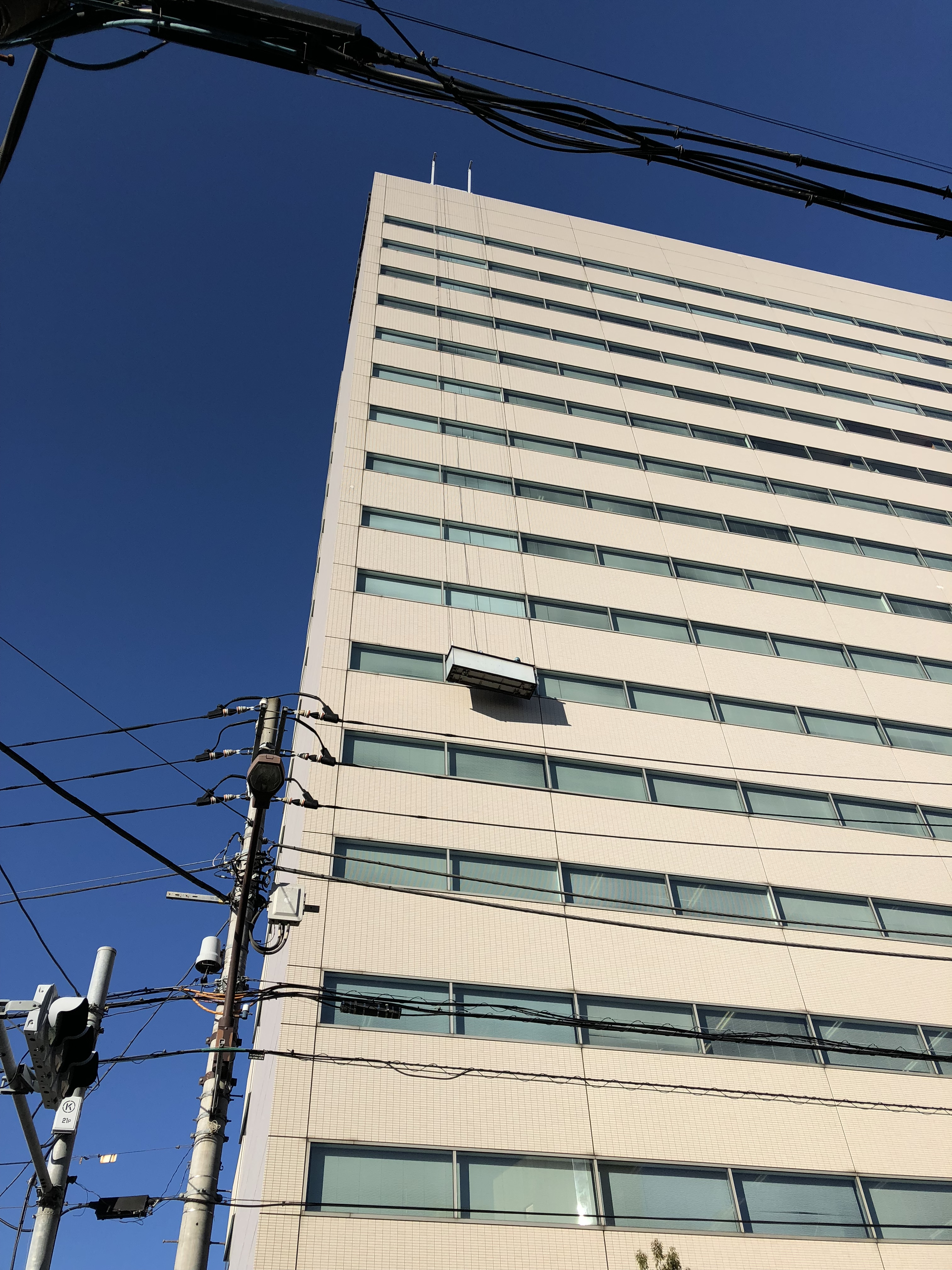
窓拭きの様子
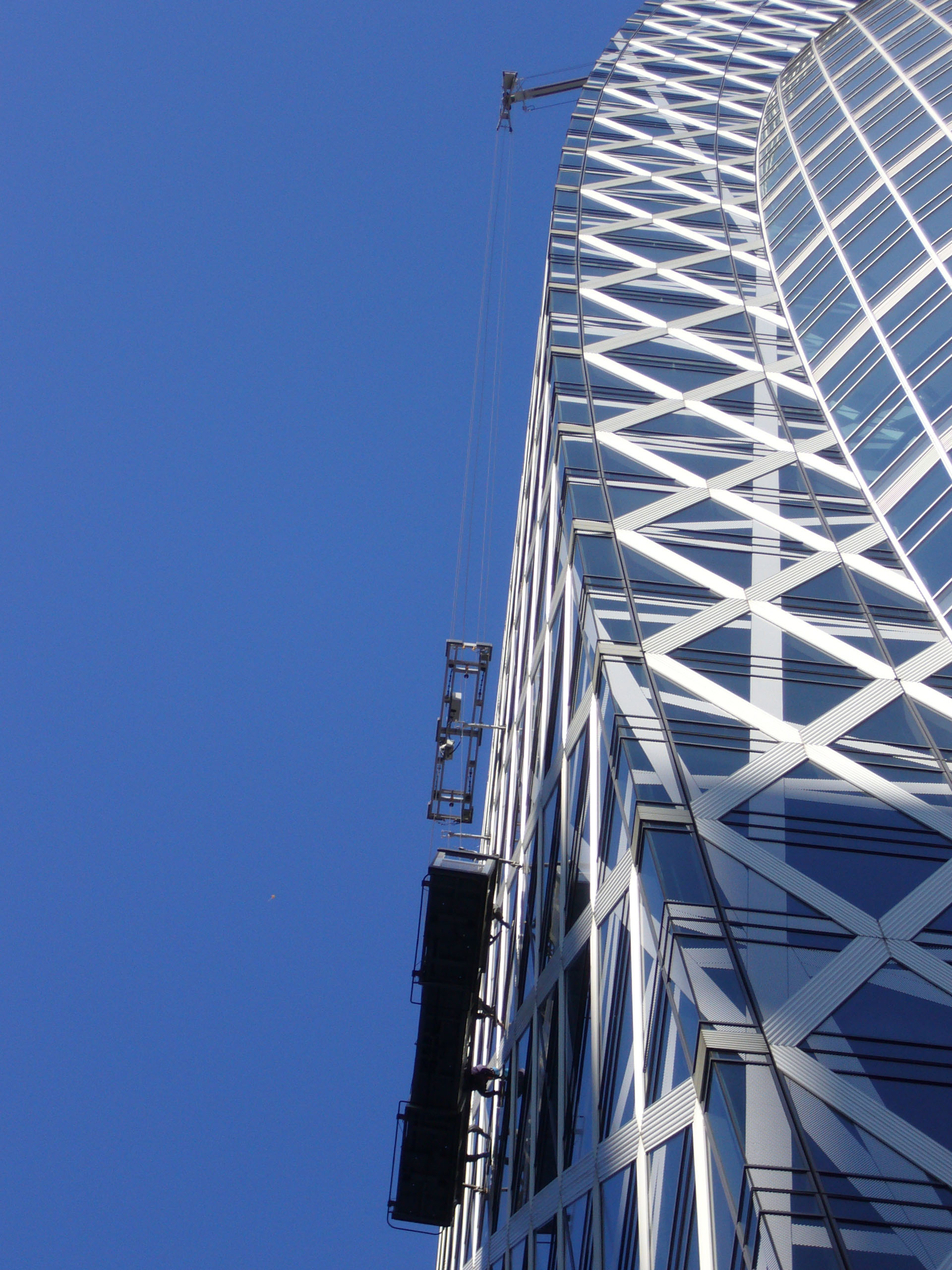
モード学園コクーンタワーの常設型ゴンドラ

### 日本国内の主な取り扱いメーカー
- 日本ビソー
- 日本ゴンドラ
- サンセイ

## 従来足場との比較
従来の足場と比較し、高い建物高さでも補強の必要がない、防犯性に優れる、昇降が楽になる、設置の手間が少ない、景観が優れるなどの利点があるが、風に弱いという大きな欠点がある。労働安全衛生法では、10分間の平均風速が10m/sを超えた場合に作業中止をしなければならないとされているが、10m/sまで強くなくとも大きくゴンドラが振れて作業効率が低下する。
壁面の部分補修などの際には従来の足場を組み立てるよりも手間が少なく低価格で使用できる機動性の高さからよく使用される。また、超高層建築物における修繕工事においては地上から積み上げていく方法では安全性や費用に問題があるためゴンドラが使用される。

## 事故と安全対策
主に可搬型ゴンドラにおいて、落下や墜落などによる労働災害が発生することがある。また、ゴンドラによる物損事故などを引き起こすことがある。安全意識の向上と安全装置の普及により、近年は件数が減りつつある。
事故を防ぐため世界的に従来型足場よりも強力な規制が存在する。日本では労働安全衛生規則及び労働安全衛生法にてゴンドラが定義されている。厚生労働省告示として「ゴンドラ構造規格」及び「ゴンドラ安全規則」が存在する。運転するにはゴンドラの取扱の業務に係る特別教育を修了した者(ゴンドラ操作者)でなければならない。他方でアメリカではOSHA規則にてゴンドラの規制が存在する。その他の各国にもゴンドラに対する規制が定められている場合が多い。
一方、作業中に上昇・下降ができなくなるいわゆる「宙吊り」が発生することがあり、報道されることがある。

## ゴンドラを題材とした作品
- ゴンドラ - 伊藤智生監督による映画作品。